# Jim Thorpe (Pennsylvanie)
Cet article concerne la ville de Pennsylvanie. Pour le joueur de football américain, voir Jim Thorpe.
Le borough de Jim Thorpe est le siège du comté de Carbon, situé en Pennsylvanie, aux États-Unis. Mauch Chunk a été fondé par Josiah White (en) en 1818. À la mort du légendaire sportif américain Jim Thorpe, en 1953, la municipalité conclut un accord avec sa troisième femme. La ville, en quête de renommée, est débaptisée et prend le nom de l'athlète. Les restes de Jim Thorpe lui sont confiés et conservés dans un monument construit en son honneur.

## À noter
Quelques scènes du film Traître sur commande, qui se déroule essentiellement dans des mines de charbon, ont été tournées à Jim Thorpe.